# 豊後高田市立河内中学校
豊後高田市立河内中学校（ぶんごたかだしりつ かわちちゅうがっこう）は、大分県豊後高田市佐野にある公立中学校。

## 沿革
- 1947年4月14日 - 河内村立河内中学校として河内小学校に併設する形で開校。
- 1948年5月5日 - 開校式を挙行。
- 1949年12月21日 - 校舎移転。
- 1951年 - 町村合併に伴い、高田町立河内中学校に校名変更
- 1954年
  - 5月10日 - 町名変更に伴い、豊後高田町立河内中学校に校名変更。
  - 5月31日 - 市制施行に伴い豊後高田市立河内中学校に校名変更。
- 1955年6月13日 - 校歌制定。
- 1984年3月3日 - 校旗制定。
- 1986年3月2日 - 新校舎に移転。
- 1987年2月16日 - 体育館竣工。

## 部活動など
男子
- バレーボール部
- 卓球部

女子
- ソフトテニス部
- 卓球部